# جف وادلو
جف وادلو (انگلیسی: Jeff Wadlow؛ زادهٔ ۲ مارس ۱۹۷۶) یک کارگردان، فیلم‌نامه‌نویس، و تهیه‌کننده اهل ایالات متحده آمریکا است. وی از سال ۲۰۰۲ میلادی تاکنون مشغول فعالیت بوده‌است.

## فیلم‌شناسی
- چوپان دروغگو (۲۰۰۵) - نویسنده و کارگردان
- طعمه (۲۰۰۷) - نویسنده
- عقب‌نشینی هرگز (۲۰۰۸) - کارگردان
- کیک-اس ۲ (۲۰۱۳) - نویسنده و کارگردان
- خاطرات واقعی یک آدمکش بین‌المللی (۲۰۱۶) - نویسنده و کارگردان
- جرئت یا حقیقت (۲۰۱۸) نویسنده و کارگردان
- جزیره فانتزی (۲۰۲۰) - نویسنده، کارگردان و تهیه‌کننده
- بلادشات (۲۰۲۰) - نویسنده
- نفرین پل هالو (۲۰۲۲) - کارگردان و تهیه‌کننده
- خیالی (۲۰۲۴) - نویسنده، کارگردان و تهیه‌کننده